# エーダークヴァルト
エーダークヴァルト (ドイツ語: Oederquart) は、ドイツ連邦共和国ニーダーザクセン州のシュターデ郡に属す町村（以下、本項では便宜上「町」と記述する）で、ザムトゲマインデ・ノルトケーディンゲンを構成する自治体の一つである。

## 歴史
この町の入植の歴史は3つの時期に分けられる。ヒャウケン族またはザクセン族の時代の後、12世紀にオランダ人入植があり、20世紀に湿地への入植があった。
エーダークヴァルトは1331年に初めて文献に記録されている。

## 行政

### 議会
エーダークヴァルトの町議会は11議席からなる。

### 首長
町長はイェルク・オルデンブルク (CDU) である。

### 紋章
赤地。緑の盛り土に15枚の葉をつけた銀のボダイジュ。

## 文化と見所
- 民会広場 (Thingplatz): エーダークヴァルトにあるこの歴史上重要な民会場では、1852年まで首長の選挙が行われていた。

### スポーツ
住民のスポーツ活動はMTSVエーダークヴァルト・フォン 1922 e.V. が担っている。

## 経済と社会資本

### 公的施設
- 町立図書館

### 観光
この町はドイツ・フェリー街道沿いにある。

## 引用
1. ↑  Landesamt für Statistik Niedersachsen, LSN-Online Regionaldatenbank, Tabelle A100001G: Fortschreibung des Bevölkerungsstandes, Stand 31. Dezember 2023